# فن العصر الحجري القديم العلوي

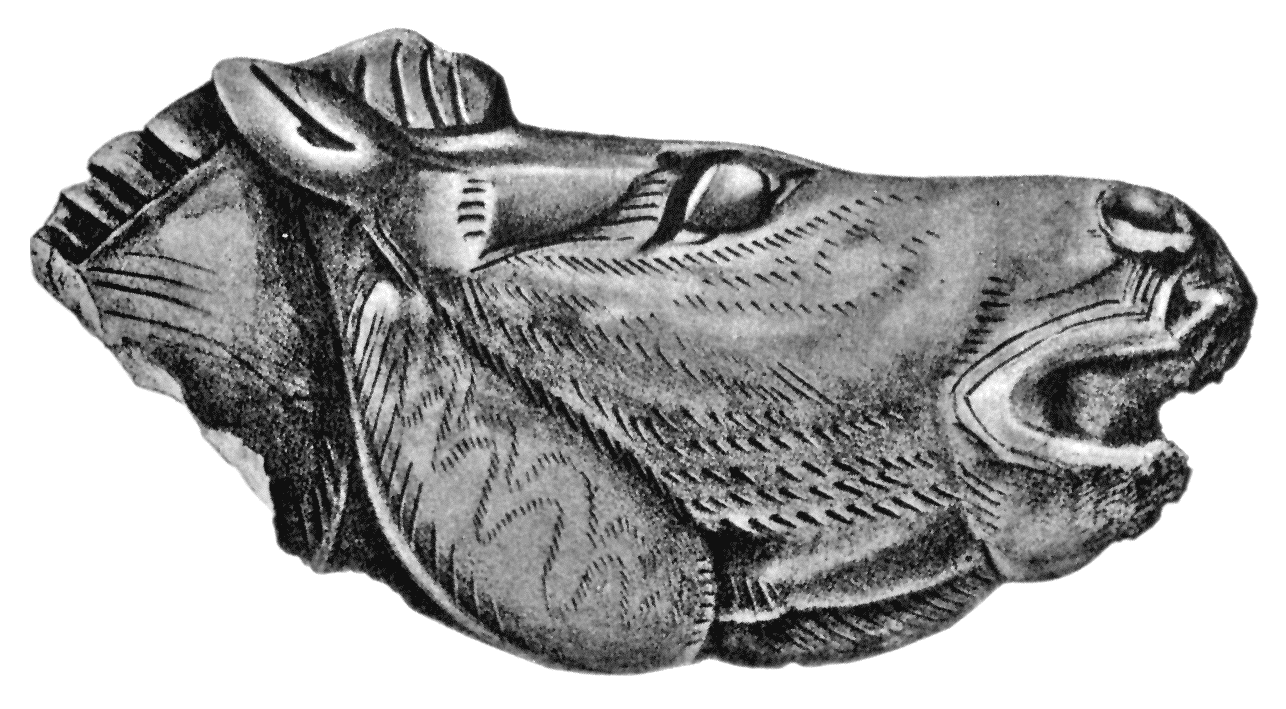
تمثيل رأس حصان ما قبل التاريخ - متحف سان جيرمان اونلي

يقدم فن العصر الحجري القديم العلوي أقدم شكل من الأشكال الفنية ما قبل التاريخ. وُجد الفن التشخيصي في أوروبا وجنوب شرق آسيا منذ نحو 40000 وحتى 35000 عام. تُعد رسومات الكهوف غير التشخيصية والتي تتكون من طباعة اليد وأشكال هندسية بسيطة أخرى، أقدم عمرًا إلى حد ما، أي انها تعود إلى نحو ما لا يقل عن 40000 عام، وربما 64000 عام. يرجع هذا التقدير الأخير إلى دراسة مثيرة للجدل في عام 2018، بناء على تأريخ اليورانيوم- الثوريوم وهو ما يعني ضمنيًا أن النياندريتال هو من تأريخ العصر الحجري القديم الأوسط.
فُسر ظهور الفن التشخيصي على أنه انعكاس لظهور الحداثة السلوكية الكاملة، وهو جزء من الخصائص المميزة التي تفصل العصر الحجري القديم العلوي عن العصر الحجري القديم الأوسط. أثبت اكتشاف فن الكهف في سن مماثل لأقدم العينات الأوروبية في إندونيسيا، أن التقاليد الفنية المتشابهة موجودة في شرق أوروبا وفي غرب أوراسيا منذ 40000 عام. وقد اعتُبر هذا أنه يشير إلى تقليد فني يعود إلى أكثر من 50000 سنة مضت، انتشر على طول الساحل الجنوبي من أوراسيا في حركة الهجرة الساحلية الأصلية. أُعلن في عام 2018، عن اكتشاف اللوحة التشخيصية لحيوان غير معروف، يزيد عمرها عن 40000 عام، وجدت في كهف حول جزيرة بورنيو الإندونيسية.
يُعرف فن العصر الحجري العلوي الأوروبي بشكل غير رسمي على أنه «فن العصر الجليدي»، في إشارة إلى الفترة الجليدية الأخيرة.

## أوروبا
يشمل فن العصر الحجري القديم العلوي رسومات الصخور والكهوف والمجوهرات والرسم والحفر، والنحت والنقش على الطين والعظام وقرون الوعل والحجر والعاج مثل تماثيل فينوس والأدوات الموسيقية مثل المزامير. وجدت الزخرفة أيضًا على أدوات وظيفية مثل رامي الرمح والهراوات المثقبة والمصابيح. عُثر على نقوش القطع المسطحة بأعداد كبيرة (ما يصل إلى 5000 قطعة في موقع إسباني واحد) في المواقع التي تمتلك جيولوجيا مناسبة، مع علامات ضحلة جدًا في بعض الأحيان وباهتة بحيث أن التقنية المعنية هي أقرب إلى الرسم، وكثير منها لم تُرصد من قبل الحفريات الأولى، بل وجدتها الفرق التي جاءت لاحقًا في أكوام الحفريات. تعتبر اللوحات أقل شيوعًا، ومن الممكن أنها استخدمت في الطقوس أو أنها سُخنت على النار ثم غُلفت للتدفئة الشخصية. وقد يُفسر أي من نوعي الاستخدام العديد من الأمثلة المكسورة، وغالبًا ما كانت الشظايا متناثرة على مسافة ما (تصل إلى 30 مترًا متباعدة في غونرسدورف). تمتلك العديد من المواقع كميات كبيرة من الحجارة المسطحة التي يبدو أنها استُخدمت للأرضيات، وقليل منها كان مزخرفًا.
عُثر على بعض من أقدم الأعمال الفنية في جبال الألب السوابية بولاية بادن-فورتمبيرغ في ألمانيا. يعود تاريخ تمثال فينوس المعروف باسم فينوس من هوهل فيلس إلى نحو 40000 عام. يعود تاريخ ما يُعرف بمصدر من كهف غايننكلوستيرلي إلى نفس الزمن تقريبًا.